# Yenikənd (Neftçala)
Yenikənd è un comune dell'Azerbaigian situato nel distretto di Neftçala.